# 理查德·恩斯特
里夏德·羅伯特·恩斯特（德語：Richard Robert Ernst，1933年8月14日—2021年6月4日），男，瑞士物理化学家，1991年沃尔夫化学奖、诺贝尔化学奖得主。